# Ik ben een vakvrouw
Ik ben een vakvrouw is een 9-delige boxset van Brigitte Kaandorp met registraties van en interviews over haar elf voorstellingen. De verzameling werd op 10 oktober 2008 door Brigadoon Vocal uitgegeven. 

## Overzicht

### Dvd 1
- Waar gaat zij helemaal alleen heen
- Laat mij maar even

### Dvd 2
- Kouwe drukte
- Leuke liedjes

### Dvd 3
- Kunst
- Het gesprek

### Dvd 4
- Chez Marcanti Plaza

### Dvd 5
- En Vliegwerk

### Dvd 6
- Miss Kaandorp
- Brigitte de Musical

### Dvd 7
- CD-opname
- Badwater

### Dvd 8
- Lustrum

### Dvd 9
- 1000 & 1 dag